# Мотыгино (городское поселение)
Посёлок Мотыгино  — муниципальное образование со статусом городского поселения в Мотыгинском районе Красноярского края.
Административный центр — пгт Мотыгино.
В рамках административно-территориального устройства соответствует административно-территориальной единице посёлок городского типа Мотыгино (с подчинённым ему населённым пунктом).
6 февраля 2023 года полицейские задержали главу городского поселения Мотыгино Петра Алексеевича Сипкина. СК возбудил уголовное дело по пункту "в" части 5 статьи 290 УК России (получение должностным лицом взятки в виде денег в крупном размере). Суд избрал Петру Сипкину меру пресечения в виде заключения под стражу до 13 марта 2023 года. В настоящее время оперативники устанавливают все обстоятельства совершенного преступления и возможную причастность главы городского поселения Мотыгино к аналогичным фактам.
В ходе личного досмотра полицейские изъяли 54 меченных купюры номиналом 5000 рублей. Глава городского поселения Мотыгино заявил, что это его деньги и отрицал, что их ему передал предприниматель.
С 29 марта 2023 года должность главы городского поселения Мотыгино занимала Базылева Ольга Валентиновна, позже заняла Абдрахимова Анастасия Владимировна.

## Население
| 2010 | 2011  | 2012  | 2013  | 2014  | 2015  | 2016  | 2017  |
| ---- | ----- | ----- | ----- | ----- | ----- | ----- | ----- |
| 5981 | ↘5943 | ↘5940 | ↘5853 | ↘5710 | ↘5610 | ↘5558 | ↘5397 |

## Состав
В состав городского поселения входят 2 населённых пункта:
| № | Населённый пункт | Тип населённого пункта      | Население |
| - | ---------------- | --------------------------- | --------- |
| 1 | Мотыгино         | пгт, административный центр | ↗4944     |
| 2 | Решающий         | посёлок                     | ↘74       |

## Местное самоуправление
Мотыгинский поселковый Совет депутатов
Дата избрания: 13.09.2015. Срок полномочий: 5 лет. Количество депутатов:  15
Глава муниципального образования
- Андрей Юрьевич Терещенко Дата избрания: 28.11.2018. Срок полномочий: 5 лет